# Битка код Киноскефала
Битка код Киноскефала се одиграла за вријеме Другог македонског рата године 197. п. н. е. између римско-етолске војске под проконзулом Титом Квинкцијем Фламинином на једној и македонске војске под краљем Филипом V на другој страни. Завршила је одлучујућом римском побједом чиме је завршен рат и започела римска хегемонија над Грчком.